# Ba Province
Ba Province är en provins i Fiji.   Den ligger i divisionen Västra divisionen, i den nordvästra delen av landet, 100 km nordväst om huvudstaden Suva. Antalet invånare är 231 760. Ba Province ligger på ön Viti Levu.